# Jos Hermens
Josephus Maria Melchior Hermens, dit Jos Hermens (né le 8 janvier 1950 à Nimègue), est un athlète néerlandais, spécialiste des courses de fond, détenteur du record d'Europe de l'heure avec 20,944 km.

## Biographie
Jos Hermens se classe 10e du 10 000 m et 25e du marathon lors des Jeux olympiques de 1976, à Montréal, et termine troisième du 10 000 m lors de la coupe du monde des nations de 1977.
En 1975, il bat le record du monde de l'heure avec 20 907 m, puis améliore ce record en 1976 avec 20 944 m, performance qui a été battue le 4 septembre 2020 à Bruxelles par le Britannique Mohamed Farah record d'Europe.
Il est élu sportif néerlandais de l'année de l'année 1975.

### Palmarès
| Date | Compétition                | Lieu       | Résultat | Épreuve  | Performance     |
| ---- | -------------------------- | ---------- | -------- | -------- | --------------- |
| 1974 | Championnats d'Europe      | Rome       | 4e       | 5 000 m  | 13 min 25 s 6   |
| 1976 | Jeux olympiques            | Montréal   | 10e      | 10 000 m | 28 min 25 s 04  |
| 1976 | Jeux olympiques            | Montréal   | 25e      | Marathon | 2 h 19 min 48 s |
| 1977 | Coupe du monde des nations | Düsseldorf | 3e       | 10 000 m | 28 min 35 s 0   |

### Records
| Épreuve  | Performance     | Lieu | Date |
| -------- | --------------- | ---- | ---- |
| 10 000 m | 27 min 41 s 25  |      | 1977 |
| Marathon | 2 h 19 min 49 s |      | 1976 |